# Full Throttle (computerspel)
Full Throttle ("vol gas") is een avonturenspel ontwikkeld door LucasArts. Het spel is in cartoonstijl en bevat veel humor.
Full Throttle werd uitgebracht op 30 april 1995 voor de besturingssystemen DOS en Mac OS, en was de eerste game van LucasArts die alleen op cd-rom verscheen. Het spel is nu nog speelbaar in op diverse platforms (zoals Windows, Unix, Mac en Pocket PC) met behulp van ScummVM, een emulator voor SCUMM-games. Full Throttle Remastered is beschikbaar voor PlayStation 4, PlayStation Vita, Windows, OS X en Linux.

## Verhaal
Het spel begint met een conversatie in een limousine, waarin Adrian Ripburger en Malcolm Corley (motorrijder in hart en nieren) een gesprek voeren. Adrian Ripburger wil graag Corley Motors, het motorbedrijf van Malcolm Corley opkopen. Maar Malcolm Corley denkt dat Adrian Ripburger wacht tot hij (Malcolm Corley) doodgaat (Malcolm Corley is ernstig ziek en heeft volgens de dokter nog maar een paar maanden te leven), zodat Adrian Ripburger zijn bedrijf kan overnemen. Na het gesprek komt er een bikerbende op de limousine afrijden en vliegt een van de bikers (Ben, de hoofdrolspeler van het spel) met zijn motor over de limousine heen. Malcolm Corley wil graag de bikerbende ontmoeten en hij commandeert zijn chauffeur om hen te achtervolgen.
Ze komen aan bij de "Kickstand", de bar waar de bikerbende (de Polecats) naartoe is gereden. Malcolm Corley stapt uit de limousine en verzoekt de rest van de passagiers van de limousine om in de limousine te verblijven. Malcolm Corley stapt de bar binnen en vraagt wie degene is die over zijn limousine heen vloog. Na een tijdje raken de passagiers in de Limousine ongeduldig en besluit Adrian Ripburger om ook maar eens de Kickstand binnen te gaan. Daar ziet hij Malcolm Corley een gesprek aangaan met de bikers waarbij veel gelachen wordt. Malcolm Corley wil met de bikers rijden naar een zogeheten "Shareholders Meeting", een speech waarbij Malcolm Corley vertelt over Corley Motors. Ook nodigt hij de bikers uit om ernaartoe te gaan.
Adrian Ripburger gaat ondertussen een gesprek aan met Ben (leider van de Polecats), de biker die over de limousine heen vloog met zijn motor. Hij verzoekt Ben om met hem vlak naast de Kickstand een gesprek te voeren. Adrian Ripburger vertelt Ben dat Malcolm Corley nog maar een paar maanden te leven heeft. Tijdens het gesprek wordt Ben bewusteloos geslagen door Nestor en Bolus, de handlangers van Adrian Ripburger (die voor in de limousine zaten). Het lichaam van Ben wordt in een container gedumpt. Zijn sleutels worden gejat, zodat Ben niet naar de Shareholders Meeting kan rijden.
Na een tijdje ontwaakt Ben, ontsnapt hij uit de container en komt hij tot de conclusie dat hij de sleutels van zijn motor kwijt is. Hij trapt de deur van de bar in en na een (nogal gewelddadige) conversatie geeft de barkeeper de sleutels van Bens motor aan Ben. Ben rijdt weg en probeert naar de aandeelhoudersvergadering te rijden.
Maar onderweg wordt hij lastiggevallen door een andere biker. Nadat hij deze van zijn motor heeft getrapt, probeert hij stoer te doen door een wheelie met zijn motor te maken. Maar dan gaat het mis: zijn voorwiel raakt los en hij crasht met zijn motor. Wat later wordt hij gevonden door een journaliste (Miranda), die foto's van Ben maakt en hem tevens meeneemt naar het huis van Maureen Corley (de dochter van Malcolm Corley). Maureen maakt Ben wakker en ze vertelt hem dat zij zijn motor wil repareren, maar een aantal onderdelen mist. Haar lasbrander is ze kwijt en ze heeft een nieuwe voorvork nodig. Tevens is de benzinetank leeg. Ben heeft na een tijdje de ontbrekende onderdelen en een jerrycan met benzine gevonden.
Ben komt onderweg de Polecats (zijn bende) tegen. Ze wachten op Malcolm Corley, die op dat moment naar het toilet is gegaan. Malcolm Corley is aan het plassen, terwijl Adrian Ripburger achter hem sluipt en hem neerslaat met zijn wandelstok. Toevallig was Miranda op dat moment aanwezig in de dichtstbijzijnde bosjes, en ze heeft foto's gemaakt van de doodslag.
Nadat ze de foto's heeft gemaakt, heeft Bolus haar opgemerkt en haar camera afgepakt. Miranda weet nog wel te vluchten. Bolus krijgt vervolgens van Ripburger de opdracht om Maureen Corley te vermoorden en de camera van Mirande te vernietigen.
Niet veel later, nadat Adrian Ripburger ook vertrokken is, komt Ben aan en ziet Malcolm Corley bloedend op de grond liggen. Malcolm Corley vraagt aan Ben of hij naar Maureen Corley wil gaan om haar te vertellen over wat Ripburger heeft gedaan. Hij wil ook dat Ben aan haar verteld dat zij Corley Motors moet overnemen, en niet Ripburger. Vervolgens sterft Malcolm Corley.
Dan probeert Ben Maureen te vinden, maar het wordt voor hem moeilijk omdat Adrian Ripburger de schuld van de moord op de Polecats heeft geschoven en de politie dus naar Ben op zoek is.
Ben gaat op zoek naar Maureen. Ze heeft aan Ben verteld dat ze als even weg moest naar de nertskwekerij van haar om gaat. Probleem is dat Ben door een politiecontrole heen moet. Hij vindt een vrachtwagenchauffeur die hem wil helpen. Als Ben bij de nertsenboerderij aankomt, ziet hij Maureen wegracen. Ze is kwaad omdat ze denkt dat Ben haar vader heeft vermoord.
Onderweg komt Ben de vrachtwagenchauffeur wil tegen die hem aan de kant probeert te drukken. Dan komt er een motorbende die bekendstaan als de "Cavefish". Deze bende wil de vrachtwagen beroven. Het resulteert dat de vrachtwagen ontploft op de brug over het ravijn en de brug instort. Ben moet het ravijn over en heeft daar 3 onderdelen voor nodig. Een hovercraft motor, een booster en een springplank.

## Spelmuziek
De spelmuziek in het spel werd verzorgd door de Gone Jackals, een Californische Heavy Biker-band. Het nummer dat tijdens de intro van het spel gedraaid wordt is een verkorte versie van het nummer Legacy, afkomstig van het album Bone to pick.

## Full Throttle Remastered
| Recensiescore       | Recensiescore                         |
| Recensieverzamelaar | Score                                 |
| ------------------- | ------------------------------------- |
| GameRankings        | (PS4) 80,50% (pc) 81,00% (iOS) 70,00% |
| Metacritic          | (PS4) 76/100 (pc) 77/100              |
| Publicist           | Score                                 |
| Gamer.nl            | (PS4) 8/10                            |
| Power Unlimited     | (pc) 83/100                           |

Een vernieuwde geremasterde versie, gemaakt door Double Fine Productions voor PlayStation 4, PlayStation Vita, Windows, OS X en Linux werd aangekondigd op de PlayStation Experience 2015. De game kwam uit op 18 april 2017.

## Trivia
- Het personage Razor, lid van de motorclub 'The Vultures', komt oorspronkelijk uit het LucasArts-spel Zak McKracken and the Alien Mindbenders. Razor is ook een optioneel speelbaar karakter in Maniac Mansion.
- Het spel is opgenomen in het boek 1001 Video Games You Must Play Before You Die van Tony Mott.